# Baccarat
 Baccarat  es una población y comuna francesa, en la región de Lorena, departamento de Meurthe y Mosela, en el distrito de Lunéville y cantón de Baccarat.
Su producción de cristalería de lujo es muy prestigiosa.

## Demografía
| 6067 | 5856 | 5590 | 5433 | 5022 | 4746 |
| Para los censos de 1962 a 1999 la población legal corresponde a la población sin duplicidades (Fuente: INSEE [Consultar]) |      |      |      |      |      |